# 琴湖ジャンクション
琴湖ジャンクション（クモジャンクション）は大韓民国大邱広域市北区にある京釜高速道路（1号線）と中央高速道路（55号線）、邱馬高速道路（451号線）を結ぶジャンクションである。

## 接続する路線

### ソウル・釜山方面
- 京釜高速道路（22番）、中央高速道路（14番）（重複区間）

### 安東・春川方面
- 中央高速道路（14番）

### 馬山方面
- 邱馬高速道路（9番）

## 隣
京釜高速道路
北大邱IC - 琴湖JCT - 倭館IC
中央高速道路
北大邱IC （重複区間）- 琴湖JCT - 漆谷IC
邱馬高速道路
琴湖JCT  - 西大邱料金所 - 城西IC

座標: 北緯35度53分29.9秒 東経128度31分32.5秒 / 北緯35.891639度 東経128.525694度